# 大淀町 (三重県)
大淀町（おおよどまち、おいずまち）は三重県多気郡にあった町。現在の明和町の北東端、伊勢湾の沿岸、笹笛川の河口右岸、大堀川の河口左岸にあたる。
漁港を中心として発展し、造り酒屋が6、7軒あった。

## 地理
- 海洋：伊勢湾
- 河川：笹笛川、大堀川

## 歴史
- 1889年（明治22年）4月1日 - 町村制の施行により、多気郡中大淀村・山大淀村・大堀川新田の区域をもって大淀村（おおよどむら[1][2]、おいずむら[1]）が発足。
- 1924年（大正13年）2月11日 - 町制施行して大淀町となる。
- 1955年（昭和30年）4月1日 - 多気郡上御糸村・下御糸村と新設合併して三和町が発足。同日大淀町廃止。

## 地域

### 教育
- 大淀町立大淀小学校

## 名所・旧跡・観光スポット・祭事・催事
- 大淀祇園祭